# Ľadová dolinka
Ľadová dolinka (polsky Dolina Śnieżna, německy Eistal, Großes Eistal, maďarsky Jégvölgy, Kis-Jég-völgy) je horním jihozápadním úvalem Čierné doliny v komplexu Javorové doliny ve Vysokých Tatrách. 

## Název
Do dolinky, která je uzavřena vysokými horskými hřebeny se dostává málo slunečního svitu, proto ji po téměř celý rok pokrývá sníh. O sněhovém poli v nejvyšší části dolinky byl v minulosti rozšířený názor, že je pozůstatkem dávného zalednění. Ukázalo se, že to není pravda. 

## Poloha
Dolinka směřuje na jihozápad od Čierneho javorového plesa pod Snehový štít a je ohraničena vedlejším severním hřebenem Snehovej strážnice, krátkým úsekem hlavního hřebene Vysokých Tater od Snehovej strážnice, po Zadný Ľadový štít a vedlejším severozápadním hřebenem Zadného Ľadového štítu. Dolinka v přímé linii měří asi 750 m. Sestává ze tří stupňů. Dolného kotla (polsky Wielka Strąga) asi 1780 - 1900 m n. m., Prostredného kotla (polsky Srebrna Strąga) asi 2080 - 2120 m n. m. a Horného kotla (polsky Złota Strąga) asi 2350 m n. m. Stupně pod nimi Poláci označují jako Wielkie spady, Pośrednie spady a Zadnie spady. Trochu výše již v srázech Vyšného Ľadového sedla rozeznávají ještě čtvrtou, nevelkou kotlinku - Złoty Cmentarzyk - Zlatý cintorínček. 

## Turistika
Dolinka není turisticky přístupná.

## Zajímavosti
Dolinu již v 17. století navštěvovali pytláci a hledači pokladů zejména z polského Jurgova. Vystupovali z Dolného kotla až na Horný kotol do dolinky pokryté sněhem. Věřili, že pod sněhem je ukryto Žabie pliesko, které ukrývá poklady. Prvními horolezci v údolí byli Ferdynand GoeteI, Walery GoeteI a Mieczysław Świerże 23. července 1909 a v zimě 29. prosince 1930 Henryk Mogilnicki a Wiesław Stanisławski.